# 磷氮烯
磷氮烯（又称磷腈）是指一类含有五价磷和磷-氮双键的有机磷化合物。一类磷氮烯的化学式为R–N=P(–NR
2)
3。这些磷氮烯又称为氨亚基-λ5-磷烷或膦酰亚胺。它们是超强碱。另一类磷氮烯的化学式为(–N=P(–X)
2–)
n，其中X = 卤素、烷氧基、酰胺或其他有机基团。这些磷氮烯的例子包括六氯三磷氮烯（(–N=P(–Cl)
2–)
3）。双(三苯基膦)氯化亚铵（[Ph
3P=N=PPh
3]+
Cl−
，Ph = 苯基）也常称作磷氮烯。本条目主要讨论化学式为R–N=P(–NR
2)
3的磷氮烯。

## 磷氮烯碱
磷氮烯碱是非金属非离子亲核体强碱，比其他胺和脒碱还要强。质子化在双键的氮原子上发生。与磷氮烯碱有关的物质包括Verkade碱。Verkade碱含有连接着三个酰氨基取代基的三价磷原子，以及一个跨环胺。如果R = 甲基或吡咯烷基，tert−
Bu–(H)N=P(–N=P(–NR
2)
3)
3]+
的pKa分别为42.7和44。它们是电荷中性的分子碱的共轭酸测得最高的pKa。

t-Bu-P4
BEMP

磷氮烯碱在有机合成中是获得认可的试剂。最知名的磷氮烯碱包括BEMP和t-Bu-P4。
t-Bu-P4可用于亲核加成反应，将2,2-二甲基丙醛转化为醇：